# マッセニャ
マッセニャ（フランス語: Massenya）はチャドの町である。シャリ＝バギルミ州の州都である。

## 交通

### 空港
- マッセニャ空港（英語版）